# 산초나무
산초나무(山椒--, 학명: Zanthoxylum schinifolium, 영어: mastic-leaf prickly ash, 문화어: 분지나무)는 운향과에 속하는 나무이다. 산초나무의 열매는 분디 또는 산초라고 부른다.

## 생태
낙엽이 지는 관목으로서 높이는 3m 가량이다. 갈라진 가지에는 1쌍의 가시가 있으며, 잎은 5-9쌍의 작은잎으로 이루어진 깃꼴 겹잎으로 어긋나는데, 이때 각각의 작은잎은 달걀 모양이나 피침 모양이다. 암수딴그루로서, 수꽃과 암꽃 모두 취산꽃차례를 이루면서 가지 끝에 달린다. 각각의 꽃은 황록색으로 작으며, 5개씩의 꽃받침조각과 꽃잎을 가지고 있다. 열매는 삭과로 5mm 정도인데, 10월경에 붉게 익으면 벌어진다. 주로 산기슭의 양지에서 잘 자라며, 한반도 각지에 분포한다.

## 쓰임새
열매는 기름을 만드는 원료로 쓰고 식용 또는 약용한다.
동의보감에서는 진초(秦椒, 분지)라고 하며, 그 유래와 효능을 다음과 같이 설명하고 있다.
| “ | 진나라 땅에서 나기 때문에 진초라고 한다. 사천성에서 나는 것을 촉초(蜀椒), 천초(川椒)라 하고-초피나무를 의미함-, 관중, 협서에서 나는 것을 진초(秦椒)라고 한다. 효능은 따뜻하며(溫) 맛은 맵고(辛), 독이 있다. 문둥병으로 감각이 아주 없는 것을 낫게 하며 이빨을 든든하게 하고 머리털을 빠지지 않게 한다. 눈을 밝게 하고 냉으로 오는 복통과 이질을 낫게 한다. | ” |

### 중국 음식
중국의 쓰촨 요리에서 매운맛를 내는 화자오의 일종이다. 쓰촨 요리에는 산초(Zanthoxylum schinifolium) 외에도 다른 초피나무속 열매(Zanthoxylum simulans, Zanthoxylum bungeanum)가 쓰인다.

## 비슷한 나무
초피나무와 열매가 비슷하여 혼동하는 경우가 있으나, 서로 다른 식물이다. 초피나무는 가지가 짧고 옆으로 자라면서 큰다. 반면, 산초는 가지가 길게 위쪽으로 뻗는다. 산초나무의 가시는 아주 많으며, 하나씩 나는 것이 특징이며, 초피나무는 두 개의 가시 사이에 잎이 난다. 나무 색도 초피에 비해서 진하고 줄을 그어 놓은 것처럼 생겼다. 반면 초피는 가시가 조금 적고 수피의 색도 연하며, 줄무늬가 아니라 점무늬이다.

## 사진

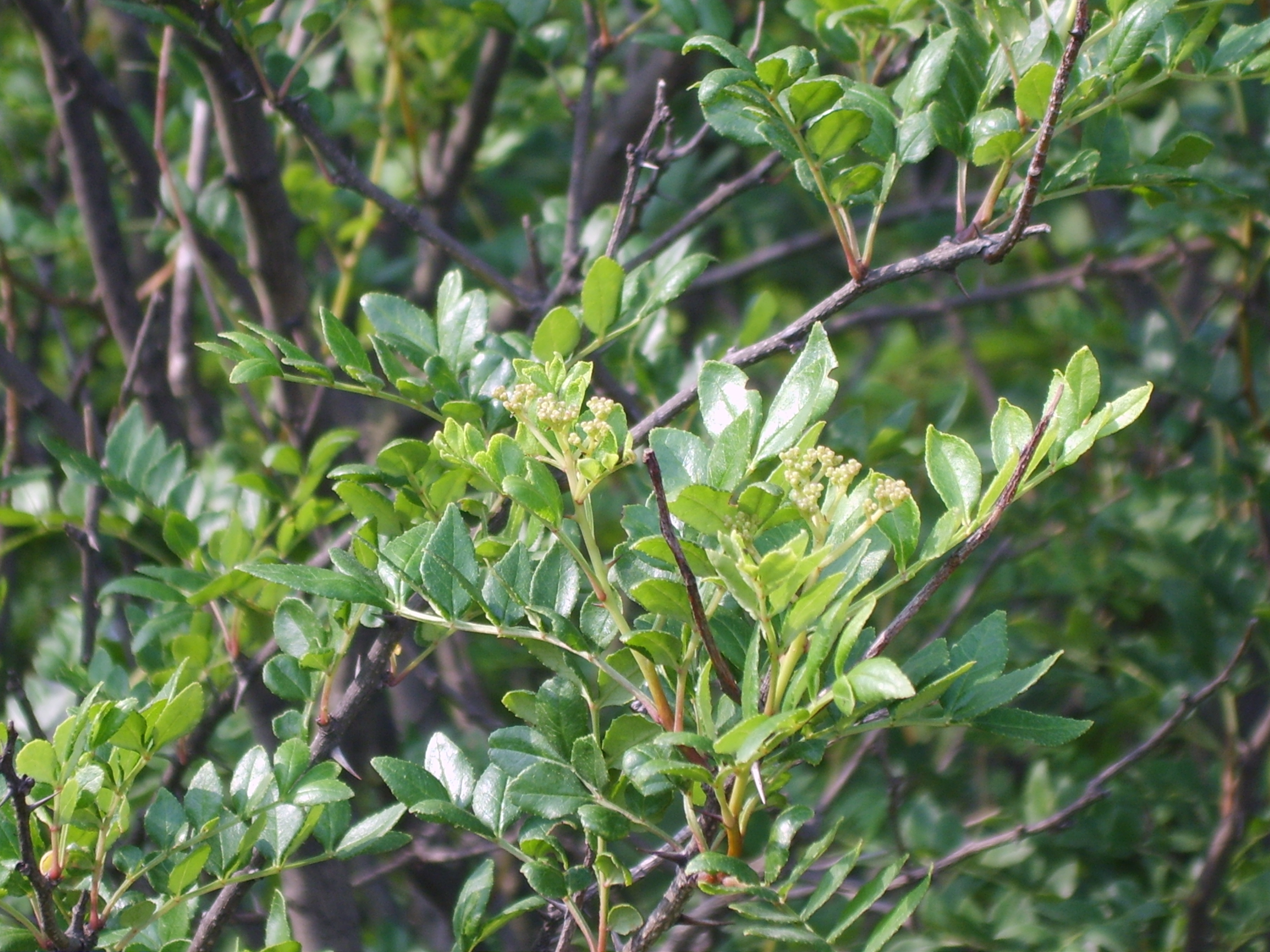
잎가지와 꽃차례
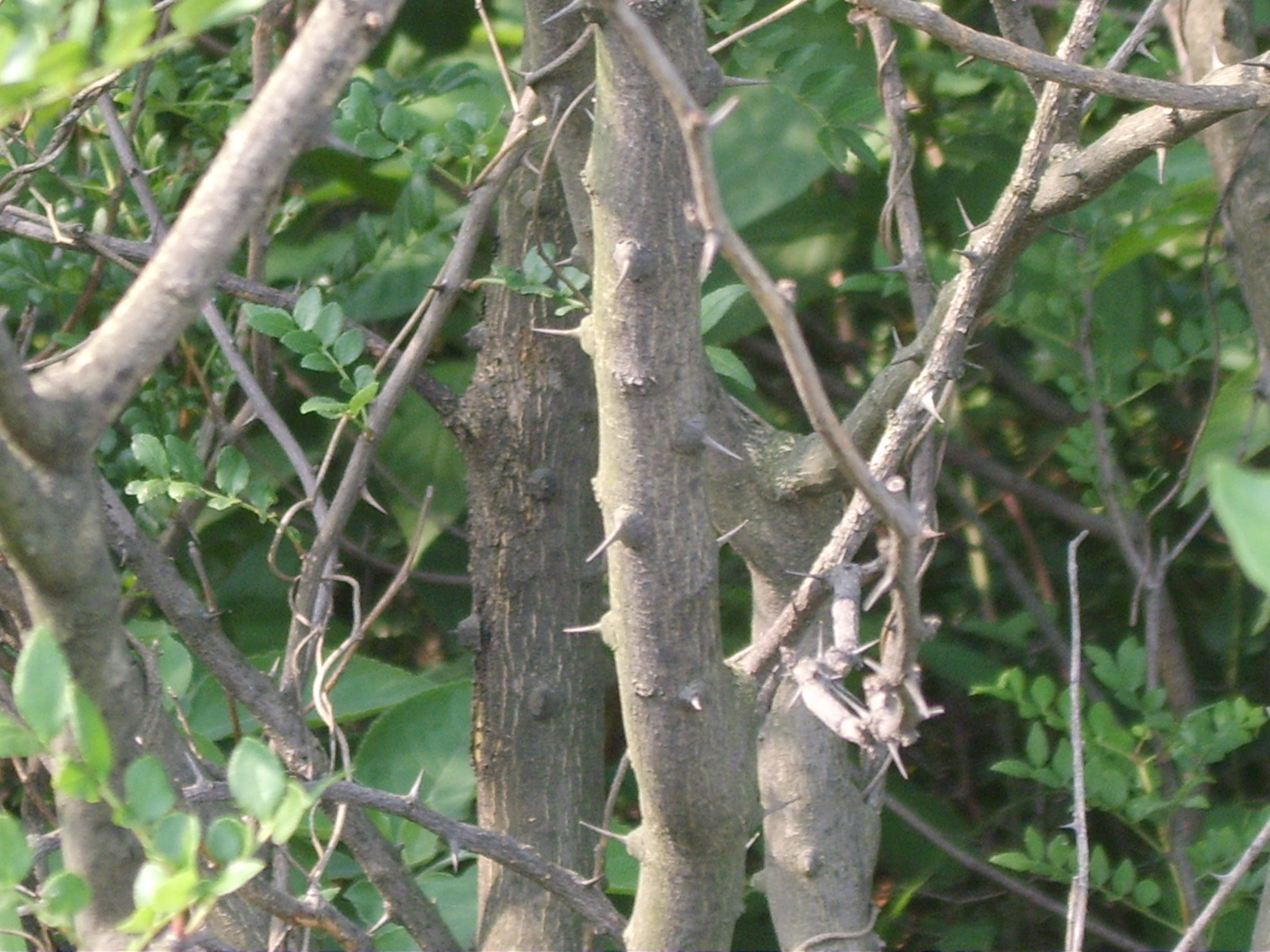
줄기

## 호랑나비의 반포식 전략
제왕나비가 밀크위드의 피토케미컬중 독성의 피토케미컬을 몸에 축적해 사용하듯이 호랑나비는 산초나무의 테르펜(terpenes)이라는 피토케미컬 독성을 애벌레 유충때부터 축적해 특수한 공격성(또는 방어력)을 확보할 수 있는 것으로 알려져있다. 이것은 피식자가 포식자에 대항하는 반포식 전략의 일종이다.

## 같이 보기
- 개산초
- 초피
- 화자오

## 참고
- 이 문서에는 다음커뮤니케이션(현 카카오)에서 GFDL 또는 CC-SA 라이선스로 배포한 글로벌 세계대백과사전의 내용을 기초로 작성된 글이 포함되어 있습니다.